# Filip Albrecht
Filip Albrecht, rodným jménem Hanns Philipp Albrecht (* 28. listopadu 1977) je česko-německý hudební textař, producent, manažer a filmový distributor.

## Život
Pochází z Mnichova, od roku 1999 však trvale žije v České republice. Jeho otec byl známý konstruktér a člen vedení automobilky BMW v Mnichově, Dr.Ing. Hans Friedrich Albrecht (1934–2005). Po maturitě absolvoval různá praktika a stáže u hudebních a filmových firem v Německu, poté pracoval jako redaktor automobilového časopisu v Hamburku, než se rozhodl založit vlastní společnost v oblastí filmu a hudby se sídlem v Německu a posléze i v České republice.

## Hudební aktivity
Je jíž řadu let německým „dvorním“ textařem Karla Gotta. Napsal mu přes dvacet písní jako např. Jede Nacht, Nur zu zweit, Sag einfach ja, Das Lachen meiner Kinder, Schau nach vorn nebo Engel so wie du, které vyšly na jeho deskách jako Jede Nacht, Romantische Gefühle, Ich hab gelernt zu lieben, Hinter der Sonne, Herr Gott nochmal. Od roku 2003 je i textařem a producentem Heleny Vondráčkové, kterou v Německu také manažersky zastupuje (písně pro Helenu Vondráčkovou např. Wunder gescheh'n, Dem Traum ganz nah nebo německá verze písní Dlouhá noc s názvem Diese Nacht (autor hudby Michal David).
Dále spolupracuje s řadou českých a německých hvězd v oblasti především populární hudby (Martin Maxa, Bohuš Matuš, Olga Lounová, Tom Mandl, German Tenors). Helena Vondráčková vydala v roce 2007 CD (limitovanou na 5 000 kusů) s názvem Ha ha ha – Helena Limited Editon, obsahující německé písně a hity Filipa Albrechta. Také je podepsán jako textař na některých coververzích různých písní zahraničních skladatelů (Barry Manilow, Udo Jürgens).
Je autorem libreta a hudebních textu německé verze českého muzikálu Popelka na ledě (hudba: Petr Malásek, české texty: Václav Kopta) s názvem Aschenputtel on Ice, na kterém, po písní Nur zu zweit pro Karla Gotta (2001), opět spolupracoval s Petrem Maláskem.

## Filmové aktivity
Od roku 2002 až 2007 byl ředitelem zahraničních vztahů mezinárodního Film festival Zlín, do funkce ho jmenoval tehdejší prezident festivalu Vítězslav Jandák, od roku 2007–2009 tutéž funkci vykonával na festivalu Evropských filmových úsměvů v Mladé Boleslavi. Od roku 2014 opět působí na zlínském festivalu, kde jeho úkolem je spolupráce s mezinárodními hvězdami filmového světa. Ve svých funkcích do České republiky přivezl desítky zahraničních filmových a televizních hvězd: Sir Peter Ustinov, Jürgen Prochnow, Maximilian Schell, Pierre Brice, Ottfried Fischer alias Big Ben, Frank Beyer, Götz George alias Horst Schimanski, Diana Amftová, Volker Schlöndorff, Jürgen Heinrich alias komisař Wolff (Wolffův revír), Gojko Mitič, Dani Levy, Armin Mueller-Stahl, Tom Schilling, Robert Stadlober.
Také úzce spolupracuje s filmovým festivalem Febiofest a Fero Feničem, v roce 2010 realizoval návštěvu držitelky Zlatého Medvěda Berlinale 2010 Hanny Schygully (Manželství Marie Braunové, Lilli Marleen, režie: Rainer Werner Fassbinder) v rámci 17. ročníku festivalu, v roce 2011 v rámci 18. ročníku festivalu návštěvu rakouské herecké legendy Helmuta Bergera (Soumrak bohů, Ludvík II., režie: Luchino Visconti).
Na podzimu roku 2016 byl Filip Albrecht jmenován prezidentem festivalu Fabulix, prvního mezinárodního filmového festivalu pohádek v Evropě, který se koná vždy v létě ve městě Annaberg-Buchholz v Sasku. Festival má vlastní festivalovou hymnu Kommt mit ins Märchenland, kterou zpívá Helena Vondráčková, autorem hudby je Michal David a textařem Filip Albrecht. Do funkce nastoupil v prosinci 2016. První ročník proběhl ve dnech 23.–27. 8. 2017, během kterých na festival dorazilo přes 25.000 návštěvníků. Albrecht je také spoluzakladatelem festivalu.
Je zakladatelem distribuční společnosti obchodující s českým filmem po celém světě. Některé snímky výhradně a celosvětově zastupuje, např. Z pekla štěstí (režie: Zdeněk Troška), Snowboarďáci (režie: Karel Janák), Sedmero krkavců (režie: Alice Nellis), Korunní princ (režie: Karel Jánák), Dvanáct měsíčků (režie: Karel Jánák). Zastupuje některé české herce a tvůrce v zahraničí.
S Janem Svěrákem spolupracoval na realizaci hudebního filmu Tři bratři (režie: Jan Svěrák, scénář a hudební texty: Zdeněk Svěrák) jako autor německého scénáře a německých textu filmových písní.

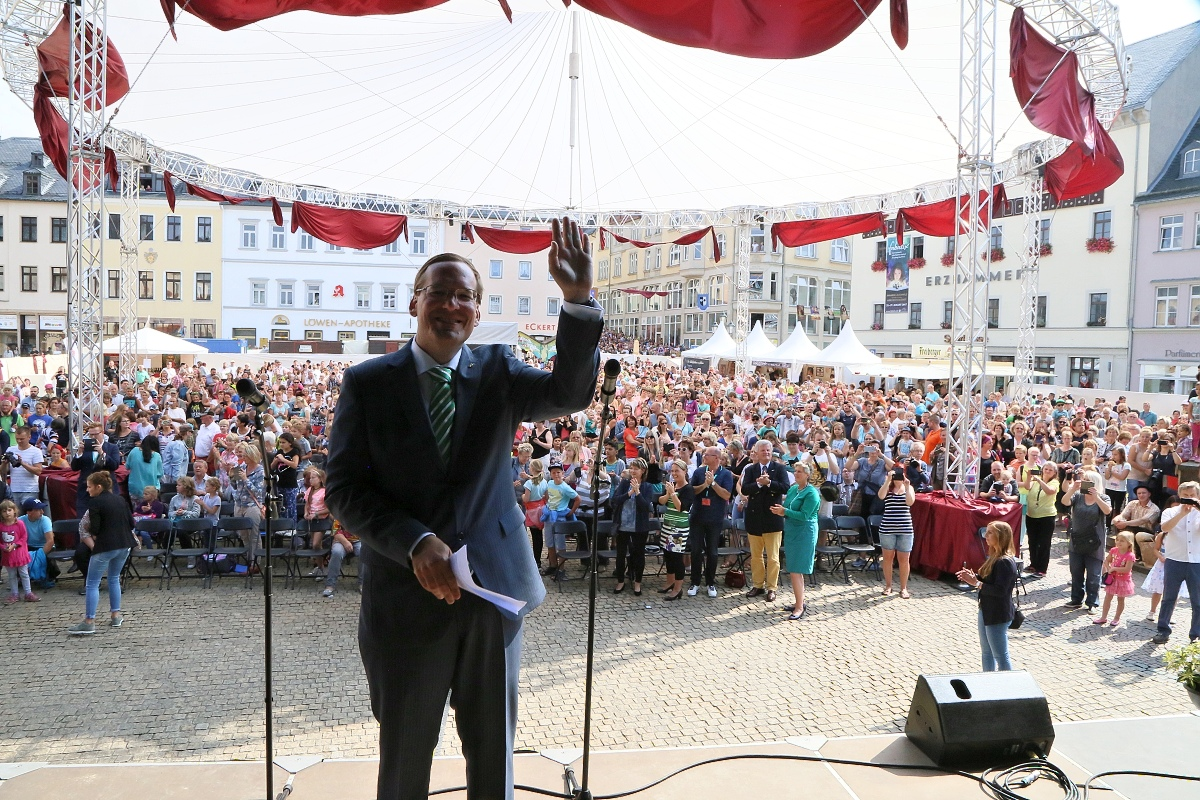
Filip Albrecht na mezinárodním filmovém festivalu Fabulix, 2017

Filip Albrecht se také podílel na vzniku filmu Lída Baarová o životě české herečky (režie: Filip Renč), kde jeho činnosti bylo obsazení filmu zahraničními hvězdami (Karl Markovics, Gedeon Burkhard). Premiéra filmu byla 20. ledna 2016 v Praze, za účastí prezidenta Miloše Zemana, Andreje Babiše, Dagmar Havlové, Andrewa Schapira a dalších. S Ondřejem Soukupem psal jako textař i dvě dobové písně pro tento film.

## Broadway

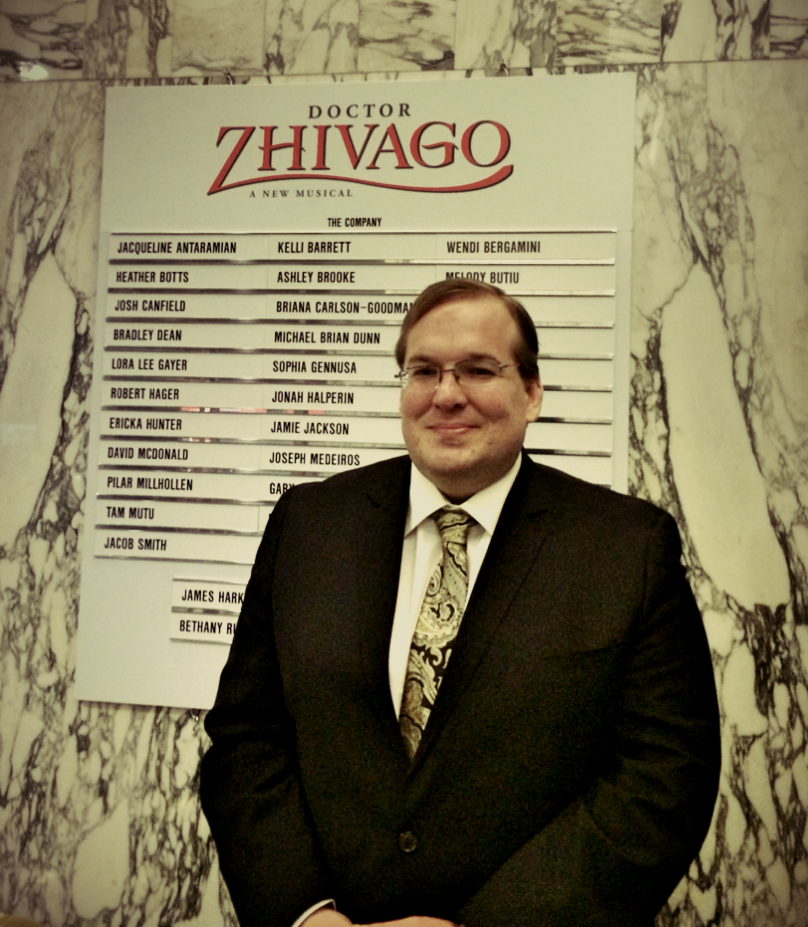
Filip Albrecht na Broadway premiéře muzikálu Doctor Zhivago v New Yorku, 2015

Albrecht stál u zrodu první české participace a koprodukce na legendární americké Broadway v New York City, muzikálu Doctor Zhivago s rozpočtem přes patnáct miliónu dolaru. Muzikál měl svojí světovou premiéru 21. dubna 2015 v legendárním Broadway Theatre v Manhattan a plánuje se uvést i v České republice.

## Jiné aktivity

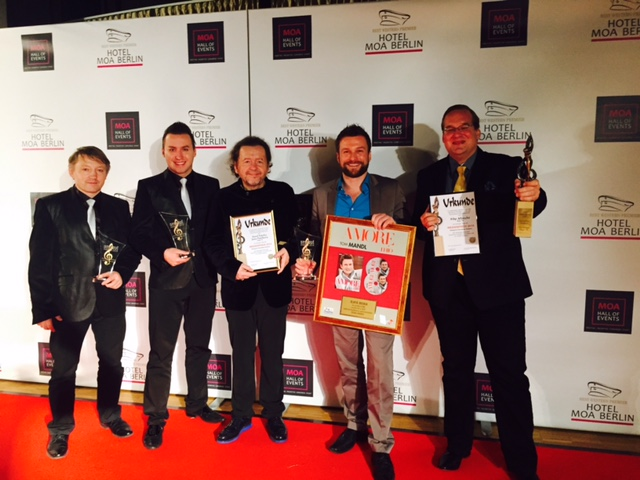
Duo Jamaha, Karel Peterka, Tom Mandl a Filip Albrecht na Smago! Awardu 2014 v Berlíně

Filip Albrecht pracuje také jako spisovatel – „ghostwriter“ a je spoluautorem (společně s JUDr. Janem Adamem) autobiografie Karla Gotta s názvem Zwischen zwei Welten („Mezi dvěma světy“, riva Verlag, Mnichov, 2014).
Je zahraničním manažerem populárního herce a moderátora Pavla Trávníčka.
Od roku 2013 je ředitelem strategie a kreativním ředitelem televizních stanic Šlágr TV a Country Nr.1. Za svojí práci v rámci česko-německých projektů a koprodukčních pořadu s německou, rakouskou i polskou televizi a hudebním průmyslem získal v listopadu 2014 na Smago! Awardu v Berlíně mezinárodní cenu ADS Medienpreis (Fernsehen Ausland) z ruky prezidenta ADS (Arbeitsgemeinschaft Deutscher Schlager) Manfreda Knöpckeho a zpěvačky Gaby Baginski.
Filip Albrecht je letitým členem Rotary Clubu Prague International (RCPI).

## Seznam nejznámějších písni s textem Filipa Albrechta

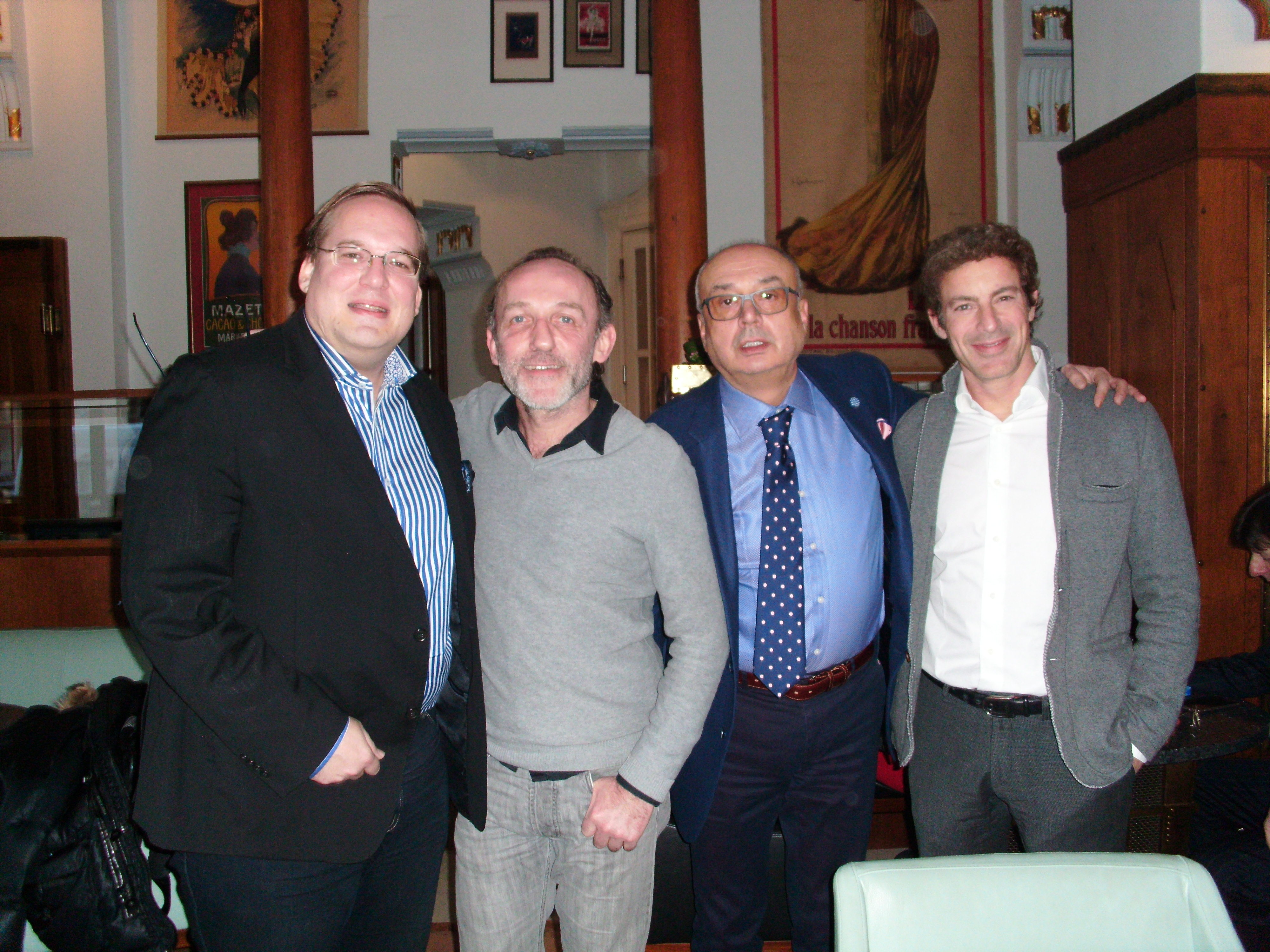
Filip Albrecht, Karl Markovics, Peter Kovárčik a Gedeon Burkhard na tiskové konferenci, 2015

- Nur zu zweit (2001, titulní píseň filmu i seriálu Z pekla štěstí 2, interpret: Karel Gott, autor hudby: Petr Malásek)
- Jede Nacht (2002, interpret: Karel Gott, autor hudby: Lešek Wronka)
- Einen Augenblick (2002, interpret: Karel Gott, autor hudby: Lešek Wronka)
- Glaub an dich (2003, interpreti: German Tenors, autor hudby: Hermann Weindorf)
- Engel so wie du (2003, interpret: Karel Gott, autor hudby: Hermann Weindorf)
- Kein Wort kommt deiner Schönheit nah (2003, interpret: Karel Gott, autoři hudby: Petr a Pavel Orm)
- Diese Nacht (2004, interpret: Helena Vondráčková, autor hudby: Michal David)
- Kann es möglich sein (2004, interpret: Karel Gott, autor hudby: John Capek)
- Sei bei mir (2004, interpret: Karel Gott, autor hudby: Tony Sadler)
- Wo warst du (2005, interpret: Karel Gott, autoři hudby: Petr a Pavel Orm)
- Wunder gescheh’n (2005, německá verze „I will survive“, interpret: Helena Vondráčková)
- Dem Traum ganz nah (2006, interpret: Helena Vondráčková, autoři hudby: Petr a Pavel Orm)
- Wer weiss wie (Samba) (2007, interpret: Helena Vondráčková, autor hudby: Jan Gajdoš)
- Du an meiner Seite (2009, interpret: Helena Vondráčková, autoři hudby: S.Marotich, E.Koch)
- Das Lachen meiner Kinder (2010, interpret: Karel Gott, autor hudby: André Franke)
- Was alles noch zu sehen wär’ (2010, interpret: Karel Gott, autor hudby: Petr Hapka)
- Muzika (2011, interpret: Vladimir Boldt, autor hudby: Arno Babadjanyan)
- Du hast die Wahl (2012, interpreti: Karel Gott a Olga Lounová, autor hudby: Olga Lounová)
- Komm und leb den Augenblick (2013, interpret: Katrin Lachmann, autor hudby: Stano Šimor)
- Schau nach vorn (2014, německá verze „Jdi za štěstím“, interpret: Karel Gott, autor hudby: Karel Svoboda)
- Jsi tak mladá jak se cítíš (2014, interpret: Tom Mandl, autor hudby: Tommy Mustac)
- Tausendmal ist es wie das erste Mal (2014, interpret: Karel Gott, autor hudby: Michal David)
- Sag mir ist Berlin nicht immer wieder schön (2016, píseň z filmu Lída Baarová, autor hudby: Ondřej Soukup)
- Du tust so gut (2016, interpret: Kamila Hübsch, autor hudby: Karel Peterka)
- Kommt mit ins Märchenland (2017, interpret: Helena Vondráčková, hymna festivalu Fabulix, autor hudby: Michal David)
- Neumím víc než zpívat (2018, interpret: Tom Mandl, autor hudby: Maurice Lasarte)
- Zwei Köpfe hat der Drache (2019, duet, interpret: Karel Gott a Magdalena Sieber, autor hudby: Lešek Wronka)